# Templo del Sol (Palenque)
El Templo del Sol es un templo ceremonial de la civilización maya dedicado al dios solar K'inich Taj Wayib' (dios GIII) también asociado al jaguar del inframundo y la guerra ubicado en la antigua ciudad maya de Palenque en el estado de Chiapas al sur de México.
Fue edificado a finales del siglo VII bajo órdenes del ajaw de Palenque K'inich Kan Balam II como parte de la plaza ceremonial del conjunto arquitectónico de las Cruces dentro de Palenque, donde cada templo está vinculado a una deidad venerada en la ciudad que en conjunto conforman la llamada Tríada de Palenque que eran considerados los dioses patronos de la ciudad. El Templo del Sol fue consagrado al dios solar maya K'inich Taj Wayib' (gran antorcha solar) también identificado como el dios GIII encarnado como el jaguar que desciende al inframundo al atardecer.Al interior de una cámara del templo se encuentra un panel de piedra conocido como el Tablero del Sol que muestra una escena labrada alusiva a la mitología del dios solar. 

## Arquitectura
El Templo del Sol se ubica en el grupo de las Cruces de Palenque junto al Templo de la Cruz y el de la Cruz Foliada, es considerado el edificio mejor conservado del grupo. La arquitectura del templo es un ejemplo del estilo arquitectónico palencano y consta de un basamento piramidal escalonado con un templo de 3 entradas en la cima. En la parte superior del templo se alza una crestería de 4 metros de altura de estilo palencano. El interior está conformado por tres habitaciones divididas por muros con una cámara principal donde se encuentra un tablero de piedra alusivo al dios solar. La fachada del edificio está decorada con elementos alusivos al sol.

### Tablero del Sol

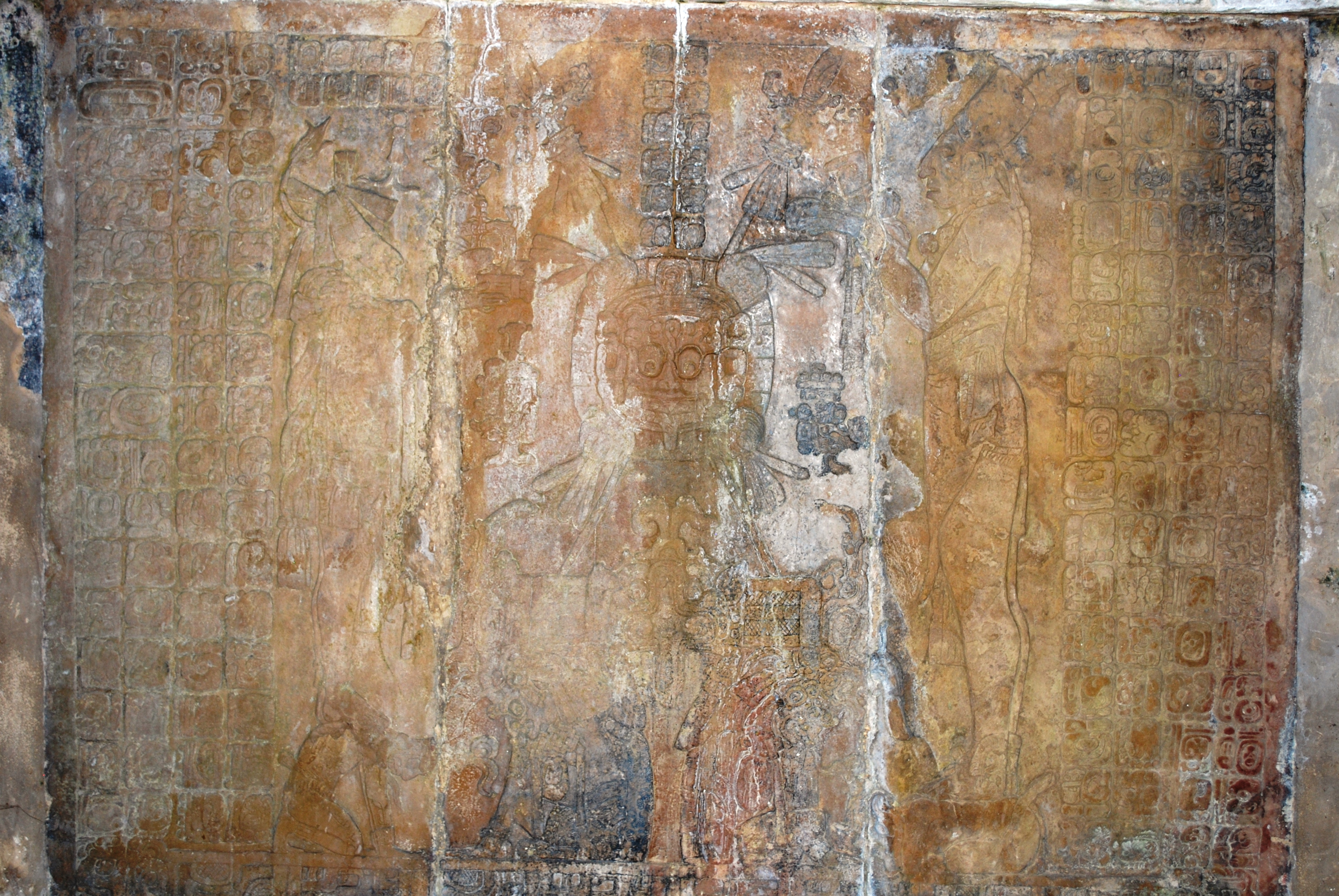
Tablero del Sol al interior del templo.

Al igual que los otros santuarios del grupo de las Cruces, al interior del Templo del Sol fue edificado un panel de piedra grabado con escenas mitológicas. El Tablero del Sol representa al centro al dios GIII como el Escudo Rostro Solar atravesado por dos lanzas de pedernal sobre un trono de jaguar (hix) el cual es cargado en la espalda por dos dioses L mientras dos personajes a los lados finamente ataviados le hacen una ofrenda que sostienen con las manos siendo dos figuras a las que se les ha vinculado con gobernantes de Palenque.

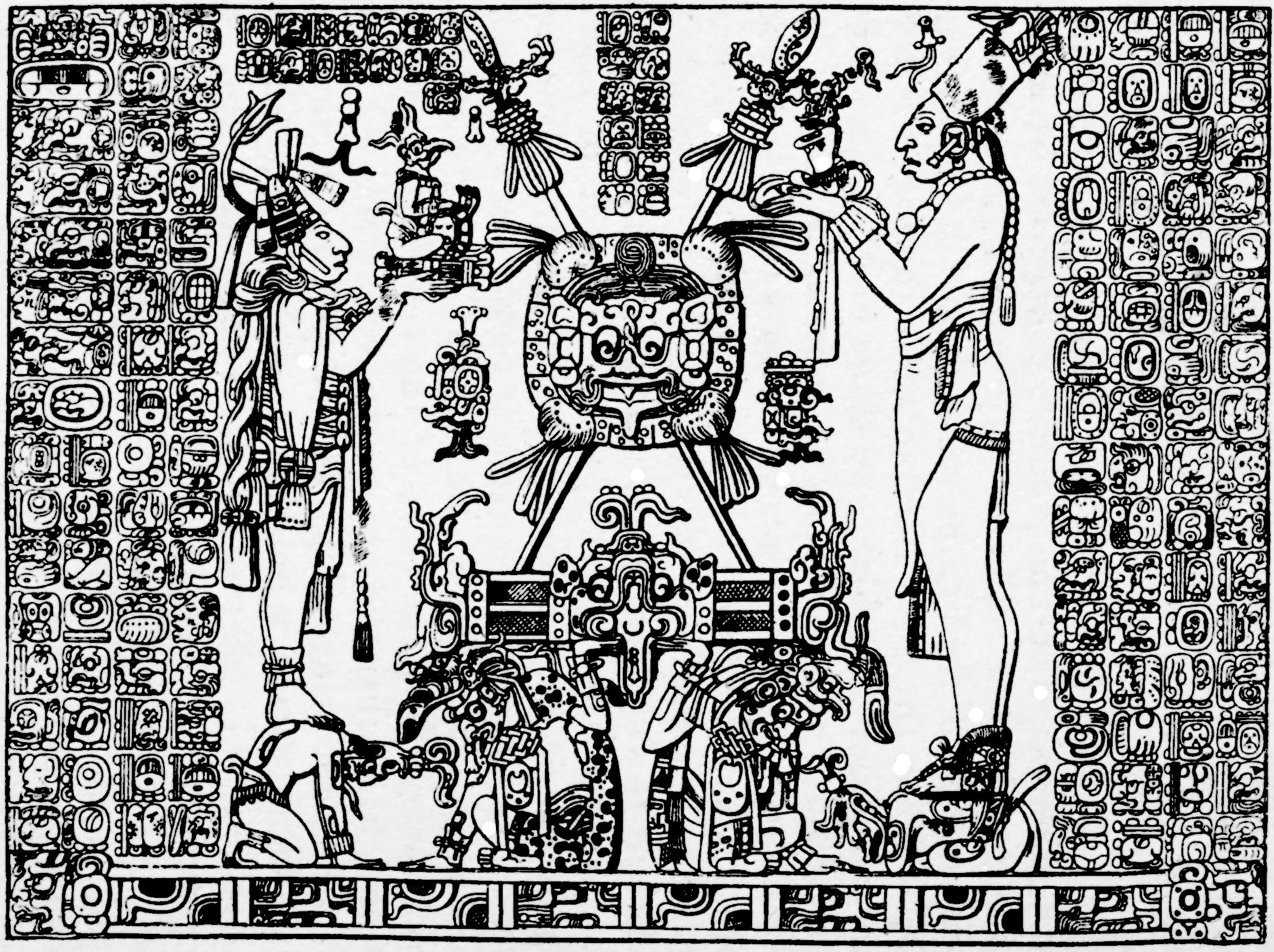
Relieve del Tablero del Sol.